# چشتی دوویگن
چشتی دوویگن (نروژی: Kjersti Døvigen؛ ‏ ۲۷ ژوئن ۱۹۴۳ – ۲۶ ژانویهٔ ۲۰۲۱) بازیگر اهل نروژ بود.
از فیلم‌ها یا برنامه‌های تلویزیونی که وی در آن نقش داشته‌است، می‌توان به داگلاس اشاره کرد.